# Glenis Willmott
Glenis Willmott (Horden, 4 marzo 1951) è una politica britannica del Partito Laburista.

## Biografia
Willmott ha studiato ingegneria medica alla Università di Nottingham Trent. Dal 1969 al 1990 ha lavorato per il National Health Service presso il King's Mill and Mansfield Hospital. Nel 1990 è entrata a far parte del sindacato britannico GMB. Willmott è stata eletta al Parlamento europeo nel 2006, succedendo a Phillip Whitehead. Nel 2015 è stata nominata Dama Commendatrice dell'Ordine dell'Impero Britannico. Nel 2017 ha annunciato il suo ritiro dal Parlamento e si è dimessa il 2 ottobre.  Willmott è sposata e vive nel Leicestershire con suo marito Ted.

## Carriera politica
Dal 2009 al 2014, Willmott è stata membro della Commissione per l'ambiente, la sanità pubblica e la sicurezza alimentare e della delegazione presso la Commissione parlamentare mista UE-Croazia. È stata membro supplente della Commissione per le libertà civili, la giustizia e gli affari interni e della delegazione per le relazioni con gli Stati Uniti.